# Glenanthe bella
Glenanthe bella är en tvåvingeart som beskrevs av Wayne N. Mathis 1995. Glenanthe bella ingår i släktet Glenanthe och familjen vattenflugor. Inga underarter finns listade i Catalogue of Life.